# Curso Superior de Tecnologia em Logística e Transportes

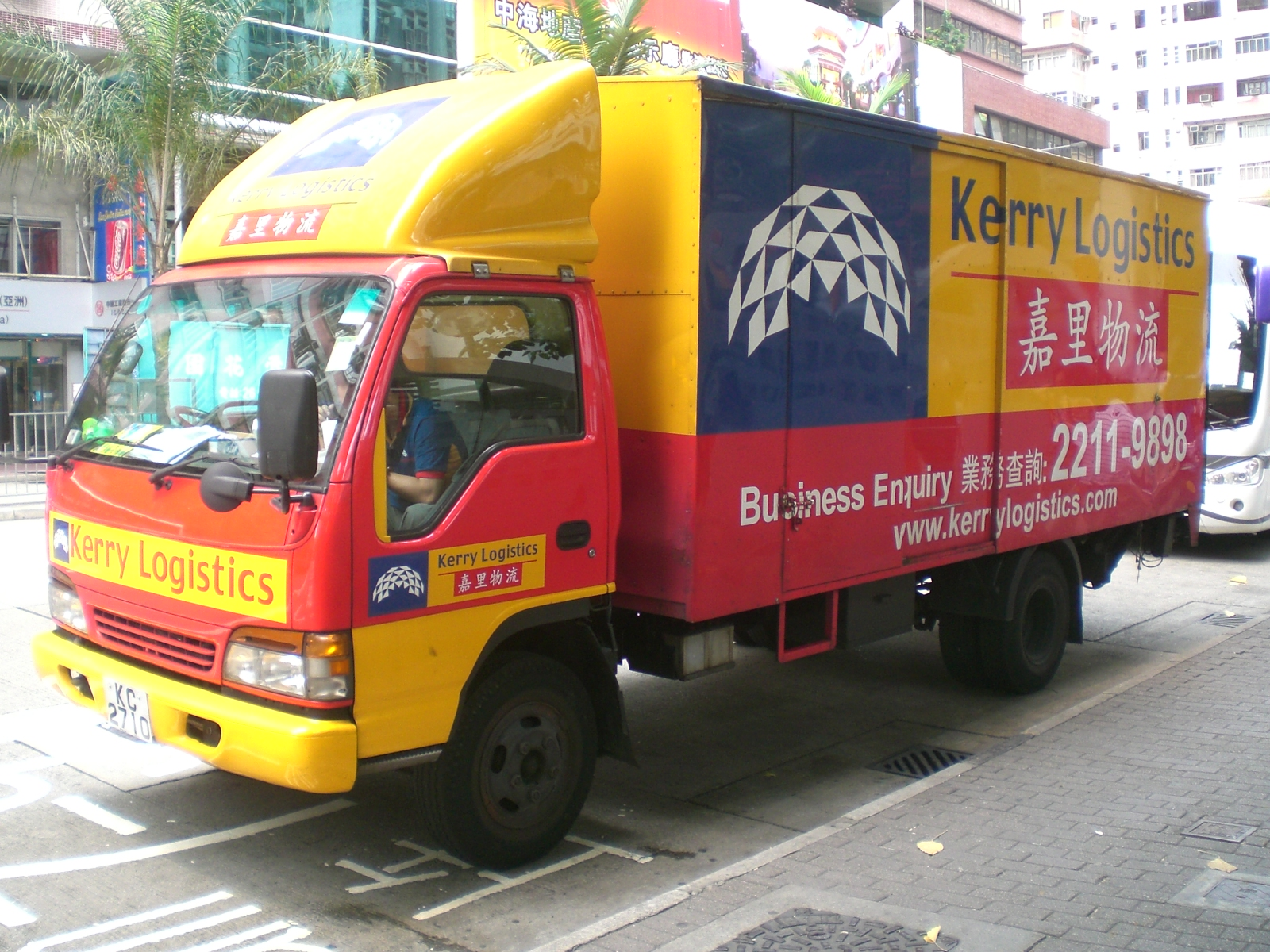
Transporte rodoviário de carga na Ásia

Anteriormente denominado Curso Superior de Tecnologia em Logística com ênfase em Transportes, o Curso Superior de Tecnologia em Logística e Transportes é um curso superior ministrado em diversas instituições de ensino superior no Brasil, com duração de 2.700 horas (aproximadamente três anos), que confere ao aluno formado o grau de Tecnólogo em Logística e Transportes. O Tecnólogo em Logística e Transportes tem os conhecimentos básicos similares aos de um Tecnólogo em Logística, porém com carga horária superior (a carga mínima para o Curso Superior de Tecnologia em Logística é de 1.600 horas - dois anos de duração) , provendo formação especializada na área de Engenharia de Transportes.

## Definição de Tecnólogo
Ver artigo principal: Tecnólogo
A atuação do tecnólogo pode se estender desde a criação, o domínio e a absorção até a difusão dos conhecimentos, atingindo plenamente as necessidades estabelecidas. Trata-se de um profissional capaz de oferecer soluções criativas e de participar de equipes habilitadas para o planejamento e para o desenvolvimento de soluções. A interdisciplinaridade em sua formação e a polivalência em sua atuação facilitam sua inserção em equipes produtivas de trabalho. O tecnólogo é o agente capaz de colocar a ciência e a tecnologia a serviço da sociedade, no atendimento de suas necessidades. Nas circunstâncias atuais e projetadas, o tecnólogo é visto como o profissional que busca sistematicamente ampliar seus conhecimentos (know why e know how), suas habilidades (skill) e suas aptidões (feeling), não só no âmbito tecnológico, como no humanístico (comunicações e relações humanas), a fim de contribuir para o desenvolvimento holístico da sociedade em harmonia com o ambiente. Para tanto, ciência e tecnologia constituem embasamentos que esse profissional utiliza para a concepção e desenvolvimento de produtos, processos e materiais, objetivando a uma aplicação econômica e comprometida com o bem-estar social e do ambiente .

## Definição de Logística e Transportes
Ver artigo principal: Logística

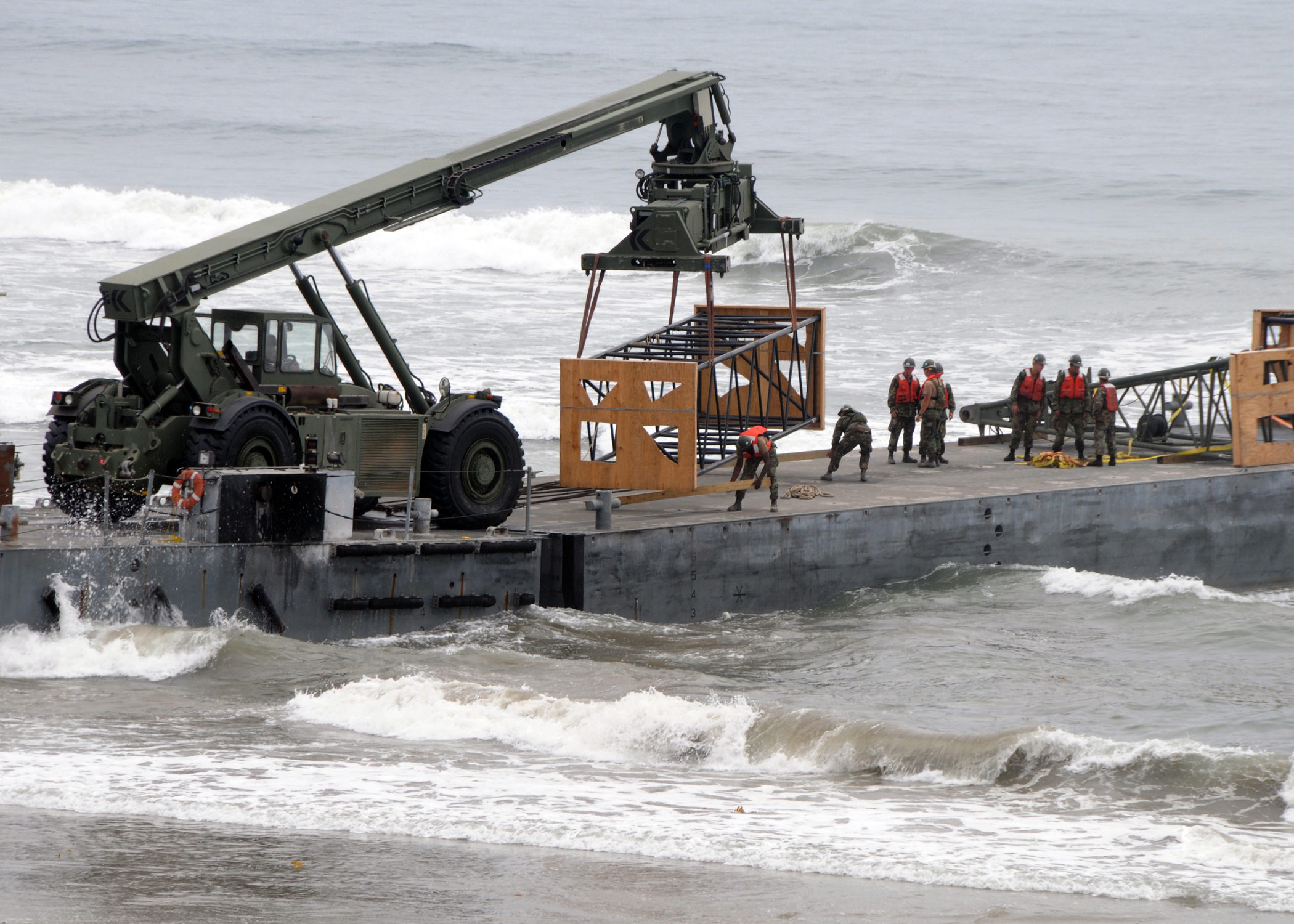
Material é descarregado a partir de uma balsa da Marinha com sistema aperfeiçoado de pavimentação

Os precursores na utilização da logística foram as Forças Armadas, nas operações militares. A logística se relacionava com todo o processo de aquisição e fornecimento de materiais durante as guerras, utilizando todos os recursos disponíveis para realizar o deslocamento das tropas, bem como a disponibilização de munição, suprimentos e alimentação para atender a todos os objetivos, visando o êxito nas batalhas .
Segundo Rodrigues , o primeiro a definir logística foi o Barão Antoine Henri de Jomini (1779-1869), general do exército francês sob o comando de Napoleão Bonaparte. Logística foi descrita como a arte prática de movimentar exércitos. Na opinião do Barão Jomini, o termo francês logistique advém de um posto no exército francês, durante o século XVII (Marechal des Logis), cujo detentor é responsável pelas atividades de administração relacionadas ao deslocamento, alojamento e acampamento das tropas. O general afirmou ainda que a logística é quase tudo no campo das atividades militares, exceção faz-se ao combate.
Em tempos de paz, as atividades envolvendo compras, controle de estoque, patrimônio e transporte são mais associadas à atividade industrial do que qualquer outro segmento econômico. Nos dias atuais, a conceituação de logística tem uma amplitude muito mais dinâmica e global do que as definições já citadas, englobando não somente todas as tarefas pertinentes à gestão de materiais como também a coordenação dos processos de produção, embalagem, manuseio, processamento de pedidos, distribuição e gerenciamento da informação .
A logística voltada aos transportes é, atualmente, a organização técnica do capital baseado em infra-estrutura fixa de transportes (como rodovias, ferrovias e hidrovias), meios de transporte (trens e caminhões, exemplificando-se) e nas tecnologias da informação e telecomunicações, objetivando proporcionar a potencialização dos processos produtivos e a redução dos custos, junto ao aumento da fluidez .

## Perfil Profissional do Tecnólogo em Logística e Transportes
O Tecnólogo em Logística e Transportes poderá desenvolver atividades de planejamento, controle e supervisão no exercício de funções relacionadas à gestão em logística e transportes. O egresso exercerá atividades em locais dotados do instrumental necessário ao desempenho de suas funções específicas, nos quais as condições de ventilação, iluminação, temperatura e nível de ruído devem ser as mais adequadas para o ambiente de trabalho a que se destina. Deverá desenvolver, ao longo de sua vida profissional, uma formação humanística consistente e visão global, que o habilitarão a compreender o meio social, político, econômico e cultural em que estará inserido, estando capacitado a tomar decisões em um mundo globalizado, diversificado, interdependente e que passa por mutações contínuas e extremamente rápidas. Nesse contexto, é imprescindível que o profissional tenha conhecimento das forças de natureza econômica, social e cultural que afetam o ambiente e, em especial, a organização para a qual ele presta serviços, devendo entender, também, o fluxo interno operacional das organizações e ser capaz de aplicar seus conhecimentos em situações específicas e diferentes, bem como ser capaz de absorver as rápidas mudanças no mundo dos negócios e na tecnologia, para fins de aplicação na sua organização. O profissional a ser formado necessitará de um profundo conhecimento em tecnologias de gestão em logística e transportes, além de ser capaz de usar os dados financeiros e econômicos para exercer julgamento, avaliar riscos e tomar decisões de negócios. Deverá, portanto, ser capaz de estabelecer uma compreensão sistêmica e estratégica, com uma visão abrangente, de modo integrado e relacionado com o meio ambiente externo .

## Curso da Faculdade de Tecnologia de São Paulo
O Curso Superior de Tecnologia em Logística e Transportes tido como referência , dentre os ministrados no sistema educacional de nível superior brasileiro, é o da FATEC - Faculdade de Tecnologia do Estado de São Paulo. As FATECs são instituições públicas de nível superior que foram criadas pelo poder público em 1969 e têm atualmente reconhecimento de toda a mídia nacional  por formar profissionais de notória qualidade na área de tecnologia, com empregabilidade superior a 93% para os alunos formados .